# Список умерших в 1059 году

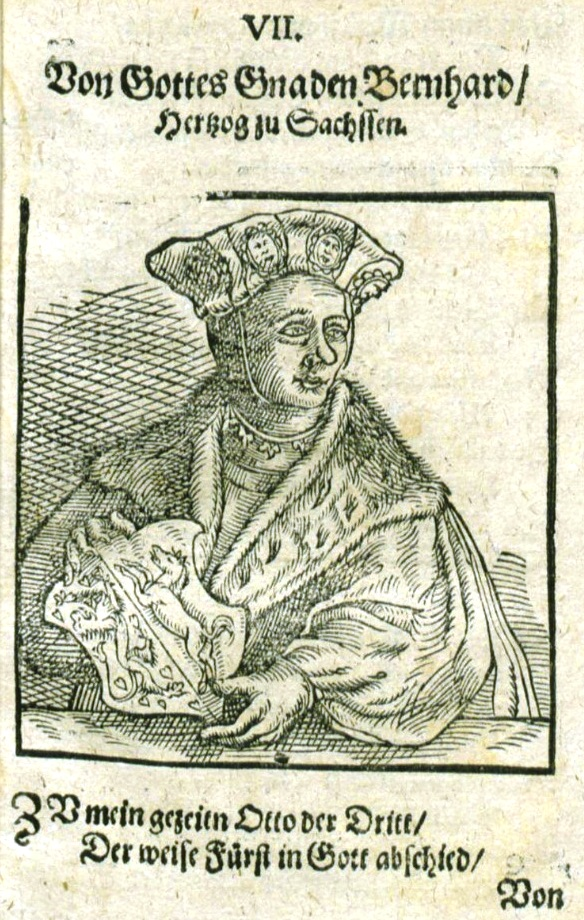
Бернхард II

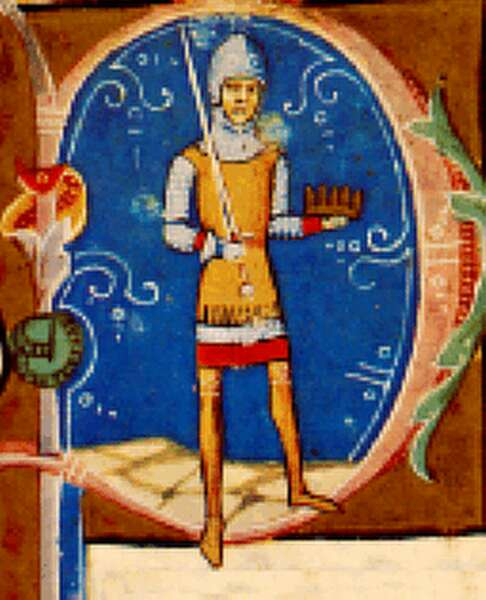
Пётр Орсеоло

В этой статье представлен список известных людей, умерших в 1059 году.
См. также: Категория:Умершие в 1059 году

## Январь
- 21 января — Михаил Керуларий — константинопольский патриарх с 1043 года, при котором произошёл окончательный раскол христианской церкви на западную и восточную.

## Апрель
- 4 апреля — Фаррухзад ибн Масуд — султан Газневидского государства (1053—1059).

## Июнь
- 29 июня — Бернхард II — герцог Саксонии с 1011 года.

## Август
- 14 августа — Гизельберт — граф де Лонгви и первый граф Зальм с 1036 года, граф Люксембурга с 1047 года.
- 30 августа — Пётр Орсеоло — король Венгрии (1038—1041, 1044—1046). По другим источникам, убит в 1046 году.

## Октябрь
- 15 октября — Лука Жидята — епископ Новгородский.

## Декабрь
- 7 декабря — Луитпольд I — архиепископ Майнца (1051—1059).

## Дата неизвестна или требует уточнения
- Абдулла ибн Ясин аль Гузулий — исламский религиозный деятель. Основатель секты Альморавидов.
- Адриан Далассен — политический и военный деятель Византийской империи.
- Арслан аль-Басасири[англ.] — лидер восстания против сельджуков в Ираке. Убит.
- Вахсудан ибн Мамлан — амир Азербайджана.
- Григор Магистрос — армянский учёный, писатель, педагог, военный и государственный деятель, переводчик античной литературы.
- Дочь Сугавара-но Такасуэ — автор мемуара дневникового жанра «Одинокая луна в Сарасина».
- Ибрахим I Богра-хан — правитель Восточно-Караханидского каганата (1057—1062).
- Катал мак Тигернан[англ.] — король западного Коннахта (1051 ?—1059)
- Михаил VI Стратиотик — византийский император (1056—1057)